# Gene Krupa
Gene Krupa (Chicago, Illinois, 15 de Janeiro de 1909 — Yonkers, Nova Iorque, 16 de Outubro de 1973) foi um influente baterista de jazz e compositor estadunidense, famoso por seu estilo enérgico e extravagante. Foi professor de Peter Criss, ex-baterista do KISS.

## Biografia

### Infância
Gene Krupa nasceu em Chicago, Illinois, em 15 de janeiro de 1909 e era o caçula de nove filhos de Bartley e Ann Krupa. Seu pai morreu quando Gene era muito jovem e sua mãe teve que trabalhar para sustentar a família. Todos os filhos tiveram que começar a trabalhar muito cedo, Gene aos onze anos. Seu irmão Pete trabalhou na “Brown Music Company”, uma loja de instrumentos, e arrumou um emprego para Gene. Gene começou a tocar saxofone na escola, mas mudou para a bateria aos 11 anos, uma vez que as baterias eram os itens mais baratos na loja de música onde ele e seu irmão trabalhavam.
| “ | Eu costumava olhar o catálogo da loja procurando por um instrumento musical – piano, trombone, trompete – eu não me importava, desde que fosse um instrumento. O item mais barato era uma bateria japonesa, composta um de um bumbo grande, um prato de latão, um woodblock e uma caixa. | ” |

### Os primeiros conjuntos
Em 1921, ainda na escola primária, Gene formou sua primeira banda, “The Frivolians”. Ele ganhou o lugar por acaso, quando o baterista titular ficou doente. A banda tocou durante o verão em Madison, Wisconsin. Ao passar para o colegial em 1923, Gene fez amizade com os caras da banda “Austin High Gang”, que incluía muitos dos músicos que participariam da primeira gravação de Gene: Jimmy McPartland, Jimmy Lannigan, Bud Freeman e Frank Teschemacher. Em 1925, Gene começou seus estudos de percussão com Roy Knapp, Al Silverman e Ed Straight. Sob o conselho de outros músicos, ele se filiou ao sindicato dos músicos. “O cara disse: ‘Pague 50 dólares e você está no negócio’”. Krupa começou a tocar com Joe Kayser, Terry Thelma e com a Benson Orchestra, entre outras bandas comerciais. Um ponto de encontro popular entre os músicos era o “The Three Deuces”. Todos os caras que tocavam na noite gravitavam por ali depois do expediente e improvisavam até a manhã. Gene aperfeiçoou e desenvolveu seu estilo com músicos de jazz, como Mezz Mezzrow, Tommy Dorsey, Bix Beiderbecke e Benny Goodman nestes encontros.

### Consolidação na carreira
Ele fez história com seu primeiro disco. Em 1927, com o McKenzie-Condon Chocagoans, ele foi o primeiro músico a usar um set completo de bateria nas gravações. Gene fez parte da cena jazzística de Chicago nos anos 20, antes de mudar-se para Nova York. Em dezembro de 1934 ele se juntou à nova orquestra de Benny Goodman e pelos próximos três anos foi uma importante parte dela. As grandes influências de Krupa durante esse período foram Tubby Hall e Zutty Singleton, mas o baterista que provavelmente teve a maior influência sobre Gene foi o grande Baby Dodds. O uso dos “press rolls” de Dodds se refletiram no estilo de Gene.

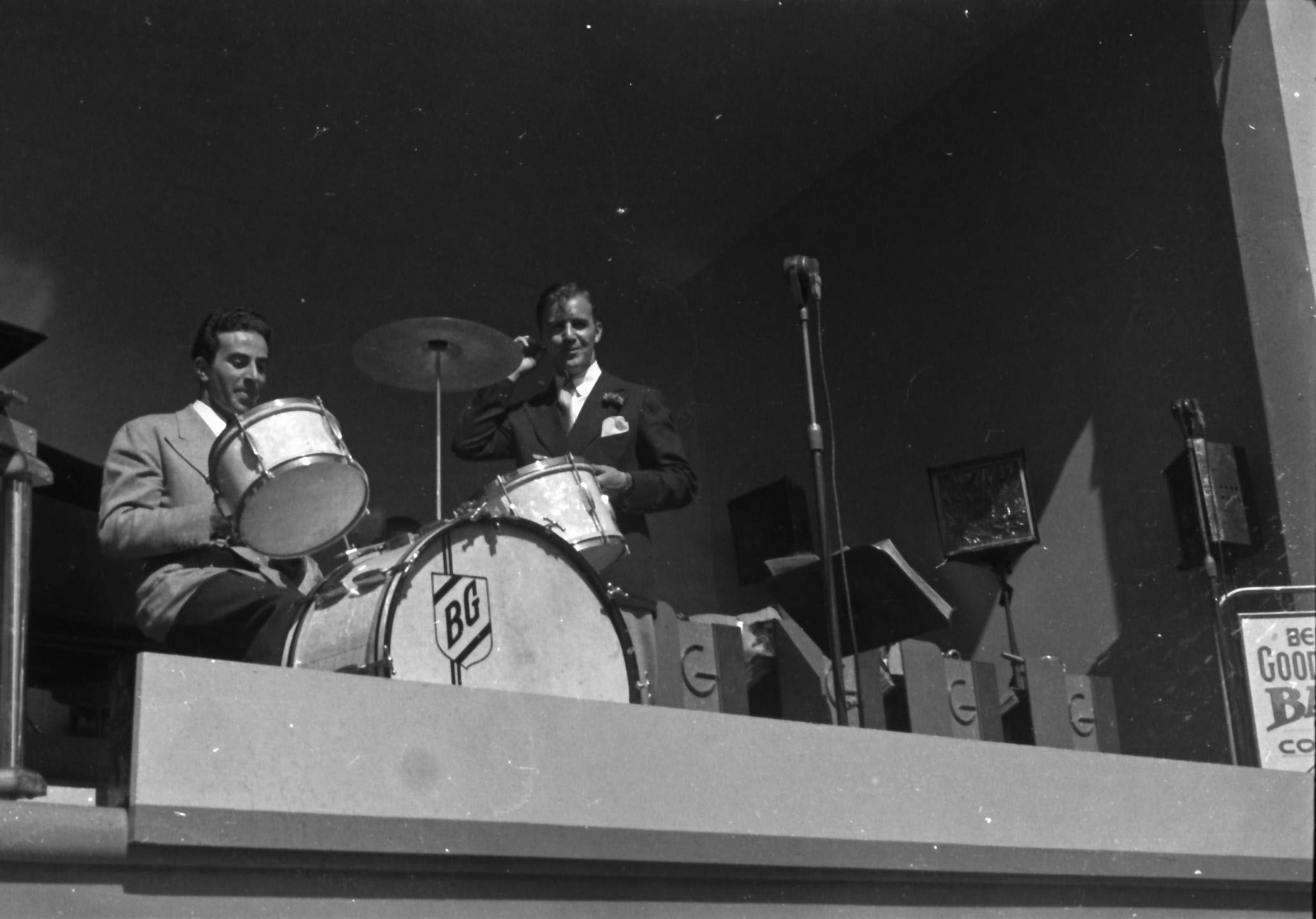
Gene Krupa e Benny Goodman se apresentando em um concerto ao ar livre com a orquestra de Benny Goodman
em 1939.

Depois de uma apresentação no Carnegie Hall em 1938, Gene E Good, na tiveram um conflito pessoal e logo Gene montou sua própria orquestra. Isso possibilitou Krupa formar uma banda onde os solos de bateria não eram requisitados em todas as músicas. Alguns excelentes músicos como: Vido Musso, Milt Raskin, Floyd O’Brien, Sam Donahue, Shorty Sherock e a grande cantora Irene Daye fizeram parte da orquestra de Krupa. Alguns de seus “hits” de 1941-1942 foram “Let Me Off Uptown”, “After You’ve Gone”, “Rockin’ Chair”, e “Thanks For The Boogie Ride”. Krupa apareceu em vários filmes nesta época, incluindo uma grande comédia Ball of Fire, onde ele tocava uma longa versão da “Drum Boogie”. Infelizmente, Krupa foi pego com drogas em 1943, resultando uma publicidade negativa, um curto período na prisão e a ruptura de sua orquestra.
Em setembro de 1943 ele teve uma reunião com Benny Goodman (quem felizmente o trouxe de volta ao mundo da música). Krupa também trabalhou com Tommy Dorsey antes de formar uma nova Big Band em 1944, a qual tinha uma seção de cordas.

### Os últimos anos e morte
Nos anos 1950, tocou com todos os grandes músicos da era, o clarinetista Buddy De Franco, o saxofonista Charlie Ventura e o trompetista Red Rodney, entre outros. Mas nunca se ateve a um só estilo, experimentando constantemente os ritmos e novos elementos na bateria.
Em 1959, a Columbia Pictures realizou um drama biográfico baseado na história de Krupa, o The Gene Krupa Story. Gradualmente, com a piora de sua saúde nos anos 60, Gene foi se afastando do cenário musical, mas manteve um grande nome até sua morte em 16 de outubro de 1973. Ironicamente, seu último disco foi dirigido pela mesma pessoa que produziu seus primeiros trabalhos, Eddie Condon.
Gene Krupa tinha dores nas costas, teve leucemia e um enfarte também debilitou sua saúde. Em 1972 e 1973, ainda tocou algumas vezes com a Benny Goodman Reunion Band, antes de falecer em 16 de outubro de 1973.